# Fujima Kanjūrō VI.
Fujima Kanjūrō VI. (japanisch 藤間勘十郎６世; geboren 8. Oktober 1900 in Tokio; gestorben 5. Dezember 1990) war das Oberhaupt der japanischen Fujima-Schule des Tanzes im japanischen Stil und Kabuki-Tänzer.

## Leben und Werk
Fujima Kanjūrō VI. hieß eigentlich Fujima Hideo. Zunächst nahm er den Bühnennamen „Onoe Umeo“ an. Er wurde von der Fujima-Schule adoptiert und nannte sich ab  1927 „Fujima Kanjūrō VI.“  Im selben Jahr übernahm er die choreografische Leitung im Kabuki-Theater (歌舞伎座, Kabukiza) nachdem er Tänze für den Kabuki-Schauspieler Onoe Kikugorō VI. (1885–1949) erarbeitet hatte.
Er war hoch geschätzt für seine einfallsreiche und zugleich ganz orthodoxe Choreografie für klassische Tänze und Stücke im modernen Stil. Ein beispielhaftes Stück ist „Sano Genzaemon tokoyo“ – „Das Leben des Sano Genzaemon“. Er ist auch bekannt für seine meisterhaften „Suodori“ (素踊り), also Tänze, die ohne Kostüme oder Maske ausgeführt werden.
Fujima wurde 1960 zum „Lebenden Nationalschatz“ erklärt. 1962 erhielt er den Mainichi-Kunstpreis, 1963 wurde er mit dem Preis der Japanischen Akademie der Künste ausgezeichnet, deren Mitglied er 1967 wurde. 1979 wurde er als Person mit besonderen kulturellen Verdiensten geehrt und 1982 mit dem Kulturorden ausgezeichnet.
Nach seinem Eintritt in den Ruhestand überließ er seinen Namen „Fujima Kanjūrō“ seiner Tochter und nahm den Namen „Fujima Kanso II.“ (藤間 勘祖 2世) an. Im Jahr 2000 publizierte die Zeitung Asahi Shimbun zu Ehren seines hundertsten Geburtstages einen Bildband unter dem Titel „六世藤間勘十郎“.